# Pont de Levallois – Bécon (Métro Paris)
Pont de Levallois – Bécon [pɔ̃ d(ə) ləvalwa bekɔ̃] ist eine unterirdische Station der Linie 3 der Pariser Métro. Sie befindet sich im Pariser Vorort Levallois-Perret längs unter der Rue Anatole-France.
Die Station wurde am 24. September 1937 mit der nördlichen Verlängerung der Linie 3 in Betrieb genommen. Diese wurde damals von Porte de Champerret bis dorthin erweitert, seitdem ist die Station nördlicher Endpunkt der Linie.